# Annie Noëlle Bahounoui Batende
Annie Noëlle Bahounoui Batende, née le 25 janvier 1963 à Douala, est une magistrate camerounaise. Elle est nommée, le 10 aout 2020, présidente du Tribunal criminel spécial (TCS). Elle est la première femme à occuper ce poste depuis sa création en 2012.

## Biographie

### Enfance, éducation et débuts
Bahounoui Batende naît le 25 janvier 1963 à Douala. Elle est la fille de Léon Bahounoui Batende, un ancien haut fonctionnaire camerounais, directeur des Douanes (1971 à 1976), directeur de la Banque camerounaise de développement et député du RDPC dans le Centre, (1997 à 2002).
Après l’obtention de son baccalauréat au lycée Général-Leclerc de Yaoundé, elle s’inscrit en faculté de droit de l’université de Paris. Elle y obtient un Diplôme d'études supérieures spécialisées en droit (DESS).
Elle rentre au Cameroun et est recalée à l’oral du concours de l’École nationale d'administration et de magistrature (ENAM) reçue à l’ambassade du Cameroun en France. Elle entreprend une carrière de notaire et exerce, pendant un an, à la société immobilière comme conseillère juridique. Elle passe à nouveau le concours de l’ENAM, elle est finalement retenue et intègre l’école en 1988.

### Carrière
Bahounoui Batende commence sa carrière par la fonction de magistrate du parquet. Elle est substitut du procureur à Nkongsamba. Elle occupe après la fonction de présidente du tribunal de première instance de Bonanjo à Douala et rejoint Mbalmayo où elle officie en tant que présidente des tribunaux de première et grande instance. En 2010, elle est nommée au poste de Vice-Présidente de la cour d’appel du Sud. En 2012, elle rejoint le TCS dès sa création en qualité de juge d’instruction. En 2017, elle en devient vice-présidente.
Elle est à la tête du Tribunal criminel spécial (TCS) au Cameroun depuis le 10 aout 2020, nommée par décret présidentiel,. Elle remplace Emmanuel Ndjérè,.

## Palmarès
Le 31 mars 2014, elle reçoit Louis Bapès Bapès, ministre des Enseignements secondaires depuis une dizaine d'années. Au terme de cette audition, elle émet un mandat de dépôt qui place le ministre en détention provisoire au pénitencier de Kondengui,.